# Stazione di Bari Ceglie-Carbonara
La stazione di Bari Ceglie-Carbonara è una stazione ferroviaria di Bari. È situata tra i due quartieri di Ceglie del Campo e Carbonara.
La stazione si trova sulla ferrovia Mungivacca-Putignano delle Ferrovie del Sud Est.

## Struttura ed impianti
Il fabbricato viaggiatori è a due piani, entrambi interdetti al pubblico. L'edificio è in muratura ed è tinteggiato di giallo. L'architettura della struttura è molto simile a quella delle stazioni delle Ferrovie dello Stato.
La stazione disponeva di uno scalo merci, ormai smantellato.
Il piazzale è composto dal solo binario di corsa, provvisto di banchina. Fino al 2008 la stazione possedeva anche un binario su tracciato deviato. Tuttavia con gli interventi del 2008, oltre alla ristrutturazione del fabbricato viaggiatori, si è anche provveduto all'installazione di due nuove pensiline.
Nel 2021 circa riceve il rialzo del marciapiede a 55 cm come da normativa europea, e insieme ad altre stazioni della rete di Ferrovie del Sud Est, è stata una delle prime stazioni a ricevere nello stesso periodo in via integrale il nuovo restyling simile alle stazioni di Rete Ferroviaria Italiana.

## Servizi
La fermata dispone di:
- Biglietteria automatica
- Servizi igienici
- Area per l'attesa
- Accessibilità per portatori di handicap
- Parcheggio di scambio
- Fermata autolinee urbane AMTAB ed extraurbane

## Movimento
La stazione è servita dai treni regionali svolti dalle Ferrovie del Sud Est nella relazione Bari - Putignano via la linea 1 bis.